# 쿼터호스

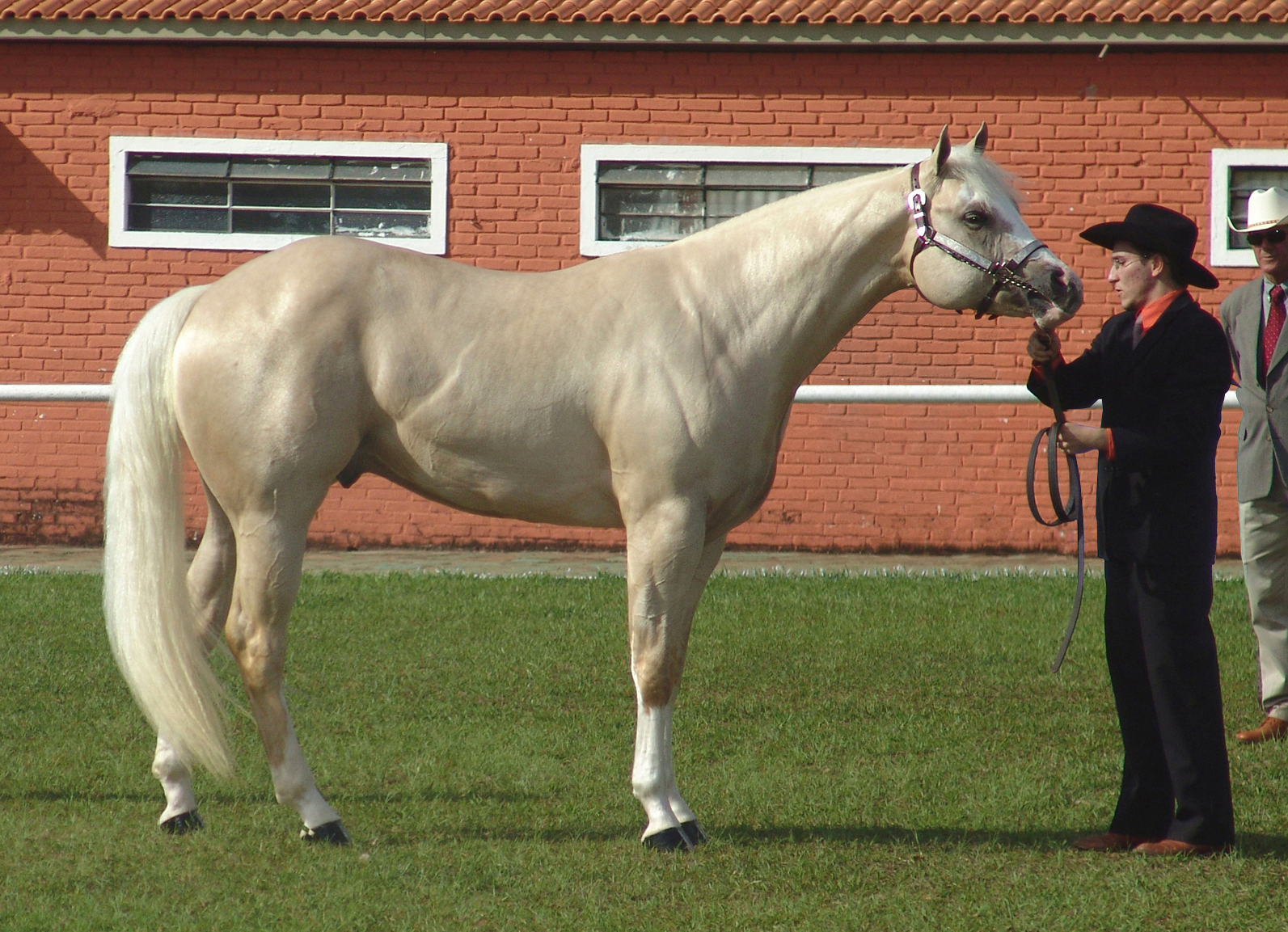
쿼터호스

쿼터호스(Quarter Horse)는 말 품종 중 하나이다. 어깨 높이는 1.5m 정도이고, 넓은 가슴과 강한 뒷몸체를 지니고 있다. 20초에 거의 500m를 달릴 수 있는 단거리 선수이다. 말 중 서러브레드와 함께 가장 빨라 경마용으로 사육되고 훈련된다.

## 참고 자료
- 이 문서에는 다음커뮤니케이션(현 카카오)에서 GFDL 또는 CC-SA 라이선스로 배포한 글로벌 세계대백과사전의 내용을 기초로 작성된 글이 포함되어 있습니다.